# Hornswoggle
Dylan Mark Postl (* 29. Mai 1986 in Oshkosh, Wisconsin), besser bekannt als Hornswoggle, ist ein kleinwüchsiger US-amerikanischer Wrestler. Hauptsächlich bekannt wurde er durch seine Auftritte in den von der WWE produzierten Wrestlingshows. Er ist zudem der erste kleinwüchsige Wrestler, der einen anerkannten Titel der WWE hielt. 2014 war er als Leprechaun in dem Film Leprechaun: Origins zu sehen. Er stand auch bei Total Nonstop Action Wrestling unter Vertrag und trat dort unter dem Ringnamen Swoggle auf.

## Karriere

### NWA Wisconsin
Postl wurde bekannt für seine Auftritte in der NWA Wisconsin, wo er in einem Fatal 4 Way Match den NWA Wisconsin X Division Title gewinnen konnte.

### WWE

#### SmackDown!
2006 unterschrieb er einen Vertrag bei World Wrestling Entertainment und ist somit der vierte Wrestler nach Daivari, Mr. Kennedy und CM Punk, der von der NWA Wisconsin in die WWE wechselte. Seinen ersten Auftritt hatte er bei WWE Unlimited zusammen mit Snitsky, Goldust und Candice Michelle.
Am 26. Mai 2006 gab Postl sein Debüt bei SmackDown mit dem Gimmick eines irischen Kobolds, der Finlay fortan als Helfer begleitete. Dabei war er meistens unter dem Ring und wartete auf seinen Einsatz. Dies auch bei seinem Debüt, als er Paul Burchill nach dem Match angriff. Den Namen „Little Bastard“ bekam Postl als offiziellen Namen, nachdem er von Kommentator Michael Cole bei einem Match so genannt wurde. Immer wieder verhalf er Finlay zu Siegen, wie etwa beim WWE-United-States-Championship-Titelmatch beim Great American Bash 2006 gegen William Regal.

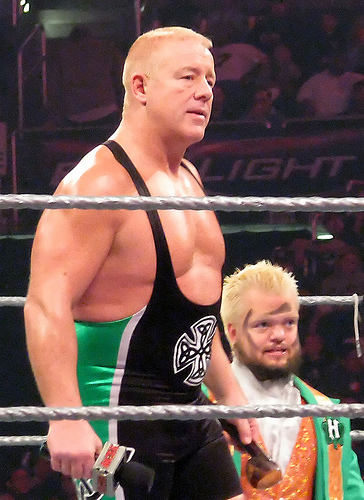
Finlay und Hornswoggle

Beim Great American Bash 2007 gewann Postl den WWE Cruiserweight-Titel in einer Open Challenge, bei der er Jamie Noble erfolgreich pinnen konnte. Durch den Titelgewinn hält er den Rekord als kleinster, leichtester und auch jüngster Cruiserweight-Champion der World Wrestling Entertainment. Nach dem Great American Bash startete Jamie Noble eine Fehde gegen Hornswoggle, den er jedoch nie besiegen konnte.
Am 10. September 2007 wurde bekanntgegeben, dass Dylan Postl der uneheliche Sohn von Vince McMahon sei, hierbei handelte es sich jedoch nur um eine Storyline. Am 28. September wurde ihm der Cruiserweight-Titel durch Vickie Guerrero aberkannt. Die Storyline-Begründung hierfür war, dass er als Sohn von Vince McMahon eine zu große Bedeutung für diesen habe und als Titelträger eine zu große Zielscheibe sei. Danach war Postl wieder vermehrt an der Seite von Finlay zu sehen. So half er diesem in dessen Fehde mit dem Great Khali und danach gegen JBL und seinen angeblichen Vater Vince McMahon. Im Zuge dieser Fehde wurde im März 2008 bei einer Ausgabe der Show RAW von der WWE bekannt gegeben, dass Hornswoggle in Wirklichkeit der Sohn von Finlay sei, auch dies ist Storyline.

#### RAW
Im Rahmen der Draft Lotterie wechselte Dylan Postl am 13. April 2009 zur Montagssendung RAW. Dort versuchte er im Rahmen der ausgearbeiteten Storyline Mitglied der D-Generation X zu werden. Dementsprechend wurde Postl am 21. Dezember 2009 bei RAW von Triple H und Shawn Michaels zum „offiziellen Maskottchen“ der D-Generation X erklärt.

#### SmackDown
Im Rahmen des WWE Drafts kam Postl am 26. April 2010 zu SmackDown zurück. In der 5. Staffel von WWE NXT fungierte er als Pro von Titus O’Neil. Seit den Vorwochen zu Weihnachten 2011 kann die Figur Hornswoggle sprechen, was vorher nicht der Fall war.
2015 wurde er wegen Dopings für 30 Tage gesperrt. Am 6. Mai 2016 wurde er von der WWE entlassen.

### TNA
Am 15. Dezember 2016 bei Total Nonstop Deletion debütierte er unter dem Ringnamen Swoggle für TNA.

### Erfolge
| Vorgänger: Vakant | Hornswoggle | Nachfolger: Justin Dredd |

| Vorgänger: Chavo Guerrero | Hornswoggle | Nachfolger: Letzter |

## Filmografie
- 2014: Muppets Most Wanted
- 2014: Leprechaun: Origins